# Hum Stubički
Hum Stubički est un village de la municipalité de Gornja Stubica (comitat de Krapina-Zagorje) en Croatie. Au recensement de 2011, le village comptait 580 habitants.